# Luis Aceituno
Luis Aceituno (Antigua Guatemala, 1958) fue un periodista, crítico y escritor guatemalteco.

## Biografía
Cursó estudios en la Universidad de San Carlos y los continúo en París, ciudad dónde residió durante más de una década de exilio forzoso, ganándose la vida como escritor de cuentos sicalípticos.
A su regreso a Guatemala pasó a trabajar como redactor jefe de la redacción cultural del diario El Periódico, director de la revista cultural El Acordeón, redactor jefe de cultura en El Diario de Centroamérica y director del programa musical La noche de un día duro.
Asimismo desempeñó labor como catedrático en la Universidad Rafael Landívar y en el Centro Cultural de España en Guatemala.
Resumió su vida obra y milagros en la siguiente frase: "Realista mágico en Macondo, barman en el Vaticano, crítico de rock en Irak, mala influencia en Antigua, surrealista en Tulumaje, poeta modernista en Nueva York, enano en el Circo Navarro, fumador de Gauloises en París, Blaise Cendrars en el transiberiano, perdido irremediablemente en Tokio, Ulises en Dublín".

## Obra publicada
- La puerta del cielo (1982)
- Los años sucios. Editorial Palo de Hormigo, 1993.
- Dos extraños en la noche (2003)
- El día que mataron a John Lennon y otras historias del lado B. Editorial Magna Terra, 2010.